# 早川誠
早川 誠（はやかわ まこと、1968年 - ）は、日本の政治学者。立正大学法学部教授。専門は、政治理論。

## 来歴
神奈川県横浜市生まれ。東京大学法学部卒業後、東京大学大学院法学政治学研究科修了。

## 著書

### 単著
- 『政治の隘路――多元主義論の20世紀』（創文社、2001年）
- 『代表制という思想』（風行社、2014年）

### 訳書
- ロバート・ダール『政治的平等とは何か』（法政大学出版局、2009年）

## 論文

### 雑誌論文
- 「ミシェル・フーコーと権力論」『國家學會雑誌』107巻11・12号（1994年）
- 「代表制を補完する――P・ハーストの結社民主主義論」『社会科学研究』52巻3号（2001年）
- "Rationality and Science in Japanese Political Culture: Masao Maruyama and his Studies on the Intellectual History of Japan" 『立正法学論集』37巻2号（2004年）
- 「討議デモクラシーの源泉と射程――日米比較の視点から」『立正法学論集』39巻2号（2006年）
- 「熟議デモクラシーとグローバル化の諸側面」『思想』1020号（2009年）

### 単行本所収論文
- 「集団」福田有広・谷口将紀編『デモクラシーの政治学』（東京大学出版会、2002年）
- 「多元性」押村高・添谷育志編『アクセス政治哲学』（日本経済評論社、2003年）
- 「権力」古賀敬太編『政治概念の歴史的展開 (1)』（晃洋書房、2004年）
- 「結社と民主政治――アソシエーションから政治は生まれるのか」日本政治学会編『年報政治学2008-1』（木鐸社 , 2008年）